# 衛演
衛 演（えい えん、生没年不詳）は、中国三国時代の魏の人物。公孫淵配下。

## 生涯
魏の臣下であった公孫淵が、「燕王」を自称した際に侍中として名が挙がっている。公孫淵が反旗を翻し司馬懿の遠征を受けたため、人質を出す条件で降伏を願う使者として遣わされたが、司馬懿は聞き入れず追い返した。
小説『三国志演義』でもほぼ同様のやり取りが描かれている。